# Теорема Бора — Моллерупа
Теорема Бора — Моллерупа — утверждение математического анализа о том, что гамма-функция
является единственной положительной функцией {\displaystyle f} с областью на интервале {\displaystyle x>0}, которая одновременно обладает следующими тремя свойствами:
- {\displaystyle f(1)=1},
- {\displaystyle f(x+1)=xf(x)} для {\displaystyle x>0},
- {\displaystyle f} является логарифмически выпуклой функцией (то есть {\displaystyle \log f} — выпукла).

Установлена датскими математиками Харальдом Бором и Йоханнесом Моллерупом и опубликована ими в 1922 году в учебнике по комплексному анализу (поскольку авторы считали, что теорема уже доказана ранее).
Результат может быть обобщён на широкий класс функций (обладающих свойствами выпуклости или вогнутости любого порядка).